# Sinal de Trendelenburg

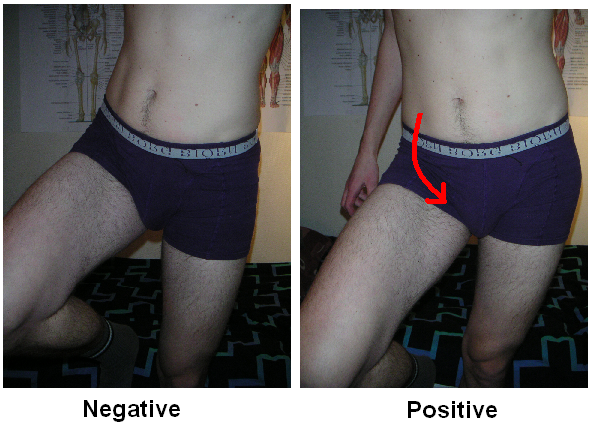
Sinal de Trendelenburg negativo e positivo

O sinal de Trendelenburg é encontrado em pessoas com fraqueza da musculatura abdutora do quadril. Recebe este nome em homenagem ao cirurgião alemão Friedrich Trendelenburg.
O sinal de Trendelenburg é dito positivo se, quando o quadril de um paciente que está de pé sustentado por somente uma perna, cai para o lado da perna levantada. A fraqueza é presente no lado da perna em contato com o chão.
O corpo não é capaz de manter o centro de gravidade no lado da perna que está no chão. Normalmente, quando a manobra não é realizada, o corpo desvia seu peso para a perna que permanece no chão durante a manobra, permitindo a mudança do centro de gravidade e consequentemente estabilizando ou equilibrando o corpo. Entretanto, durante a manobra, quando o paciente levanta a perna oposta, a mudança não é criada e o paciente não é capaz de manter o equilíbrio.
Essencialmente, o sinal de Trendelenburg é causado pela paralisia dos músculos glúteo médio e mínimo. A paralisia pode surgir por lesão nervosa do nervo glúteo superior.